# Салита, Дмитрий Александрович
Дми́трий Сали́та (при рождении Дмитрий Александрович Лехтман; род. 4 апреля 1982, Одесса) — американский боксёр-профессионал и спортивный промоутер.

## Происхождение
Родился в Одессе, при рождении имел имя Дмитрий Александрович Лехтман (Салита — фамилия матери). Переехал в США вместе с семьей в 1991 году. Боксёрскую карьеру начал в 13 лет.
После переезда в Бруклин Салита познакомился с ортодоксальным иудаизмом и стал соблюдающим заповеди евреем. 

## Факты
Когда Дмитрий Салита только начал заниматься боксом профессионально, религиозные убеждения едва не прервали его спортивную карьеру. В возрасте 17 лет он имел неплохие шансы получить «Золотые перчатки» — приз, разыгрываемый ежегодно боксерами-любителями США, но не смог участвовать в поединке, назначенном на Шаббат.
В 2001 году, в возрасте 19 лет Дмитрий Салита победил в соревновании «Золотые перчатки» и был назван лучшим боксером соревнований.
Родной брат Дмитрия — Михаил Салита, известный американский писатель, автор произведений на русском и английском языке. Одна из его книг, написанная совместно с российским писателем Глебом Петровым «Золотые Перчатки», которая вышла в нью-йоркском издательстве Liberty Publishing House в 2013 году, полностью посвящена Дмитрию.
В 2014 году Дмитрий вместе с Михаилом Салитой и Биллом Капланом, призывником Зала Боксерской Славы (International Boxing Hall of Fame, сокр. IBHOF) написали книгу «Азбука бокса» — «B Is for Boxing», которая вышла в издательстве Best Seller Publishing House в Нью-Йорке в 2015 году.

## Промоутер
С апреля 2011 года Дмитрий Салита стал боксёрским промоутером, и является президентом базирующейся в Бруклине (Нью-Йорк) компании Salita Promotions.